# Denisa Curte
Denisa Curte (n. 14 noiembrie 1979, Cluj-Napoca), sculptor
Studii: Facultatea de Arte Plastice din cadrul Universtității Timișoara,specializarea sculptură, promoția 2003.

## Biografie și expoziții
2003/04 – Studii aprofundate, Facultatea de Arte Plastice și Design, Timișoara.
2004/05 – Master în sculptură, Facultatea de Arte Plastice și Design, Timișsoara.
Expoziții de grup și personale (selectiv)
2008 - “Future perfect “, Galeria Maria Prego, Vigo, Spania
2007 - ValenciArt, Valencia, Spania.
2007 - “TRALAS PEGADAS DE DELOS ”Ames, Lalin, Santiago de Compostela, Coruna, Spania.
2007 - PUROARTE, Vigo, Spania.
2007 - “Los Otros”, Galeria Araguaney, Santiago de Compostela, Spania
2007 - “Centenar Juan Jose Oliveira”, Tui, Spania
2006 - “Scena si Artele Vizuale”, New Trade Centre, Timișoara, România.
2005 - “OICUMENA”, Galeria Triade, Timișoara, România.
2005 - “Salonul de sculptura mica”, București, România.
2005 - Expozitie de grup, Galeria Delta, Arad, România.
2005 - Salonul National de Iarna, Galeria Delta , Arad, România.
2005 - Salonul National de Iarna, Muzeul de Arta, Timișoara, România.
2004 - Expozitie de grup, Galeria Delta, Arad,România.
2004 - Salonul Național de Iarnă, Galeria Delta , Arad, România.
2004 - “X3” – Galeria Helios, Timișoara, România.
2004 - “Apa si forma”, Galeria Triade, Timișoara, România.
2004 - Salonul National de Iarna, Muzeul de Arta, Timișoara, România.
2003 - “Fragile”, Galeria Delta, Arad, România.
2003 - Salonul Național de Iarnă, Galeria Delta , Arad, România.
2003 - Salonul Național de Iarnă, Muzeul de Artă, Timișoara, România.
Lucrări în colecții publice: Muzeul de Artă Contemporană, Baia Mare, România; Parcul de sculptură Artuborg, Timișoara, România; Parcul Primăriei Techirghiol, România; Fundația InterArt Triade, Timișoara, România; Fundația Xoan Pineiro, Spania.

## Lucrări și cronică
|  | Sculptura Denisei Curte, afirmă un angajament, în definitiv temerar, în susținerea caracterului obiectual al prezenței artistice, într-o etapă a artei contemporane dominată de strategiile, tehnicile și câmpurile problematice ale postproducției. Afirmarea dependenței obiectului artistic de însăși obiectualitatea sa concretă se nuanțează de o delimitare și mai acuzat tradiționalistă, prin opoziția față de utilizarea obiectelor ready-made și crearea unor forme noi cu funcție declarat estetică cu o materialitate prețioasă proprie. Uneori, în dialogul dintre materie, volum energie solidificată și suprafață intervine aportul unui discurs grafic suprapus care semnalează localizarea temporală a obiectului în actualitate. Această suplimentare de mesaj extinde limitele unui modernism reconsiderat în premisele autonomiei estetice, nu prin contrazicerea acestei autonomii autoritare, ci prin apelul la mai multe surse de instaurare a semnificației, ce nu se rezumă la discursul formal pur. | — Alexandra Titu |